# 2468 Repin
2468 Repin eller 1969 TO1 är en asteroid i huvudbältet som upptäcktes den 8 oktober 1969 av den ryska astronomen Ljudmila Tjernych vid Krims astrofysiska observatorium på Krim. Den har fått sitt namn efter den ryske konstnären Ilja Repin.
Asteroiden har en diameter på ungefär 6 kilometer.